# Choroba pasożytnicza
Choroba pasożytnicza (choroba inwazyjna, parazytoza) – choroba ludzi lub zwierząt, powodowana przez pasożyta w chwili jego inwazji. Objawy chorobowe mogą pojawić się bezpośrednio po wniknięciu postaci inwazyjnych pasożyta lub po okresie wylęgania (okresie inkubacji), który ma różny czas trwania, w zależności od gatunku pasożyta.
Badaniem chorób pasożytniczych zajmuje się inwazjologia.

## Czynniki etiologiczne
Do czynników etiologicznych powodujących choroby pasożytnicze zaliczają się:
- pierwotniaki,
- płazińce (przywry, tasiemce),
- obleńce (nicienie),
- kolcogłowy,
- stawonogi (pajęczaki, owady).

## Okresy przebiegu inwazji pasożytniczej

### Okres prepatentny
Okres prepatentny zwany inaczej utajonym rozpoczyna się w momencie wniknięcia pasożyta do żywiciela (proces ten nazywany jest zarażeniem i często mylony z zakażeniem) i trwa do momentu osiągnięcia przez pasożyta dojrzałości płciowej.

### Okres patentny
Okres patentny (jawny) zaczyna się w momencie uzyskania dojrzałości płciowej pasożyta i trwa do momentu śmierci pasożyta lub żywiciela (chorego). W tym okresie w wydalinach chorego można znaleźć jaja, larwy, cysty lub inne postacie rozwojowe pasożyta.
Powstanie ww. podziału miało ogromne znaczenie dla diagnostyki chorób zakaźnych, jednakże obecnie przedstawiony podział, ze względu na to, że powstał już dawno, nie uwzględnia nowoczesnych metod diagnostycznych (takich jak metody immunologiczne oraz biologii molekularnej).

## Drogi zarażenia

### Droga pokarmowa
Najczęściej spotykana droga zarażenia. Zarażenie odbywa się w sposób bierny (tj. wraz z karmą lub wodą do przewodu pokarmowego żywiciela trafiają postacie larwalne pasożyta). Przykładem jest zarażenie tasiemcami uzbrojonym, nieuzbrojonym czy gatunku Echinococcus.

#### Zakażenie laktogenne
Szczególny rodzaj zarażenia drogą pokarmową – poprzez mleko matki. Zachodzi wtedy, gdy postaci inwazyjne pasożyta przedostają się do organizmów potomstwa wraz z mlekiem zarażonej matki.

### Droga przez skórę
Druga najczęstsza droga zarażenia (u zwierząt). Może mieć ono charakter bierny lub aktywny.
Zarażenie o charakterze biernym polega na wprowadzeniu do skóry żywiciela larw przenoszonych przez owady krwiopijne. Tą drogą zarażenia dochodzi w przypadku malarii u ludzi oraz babeszjozy u psów.
Zarażenie o charakterze aktywnym polega na penetracji skóry poprzez larwy pasożyta przy użyciu różnych strategii, np. wykorzystaniu mikrourazów skóry, bądź wytwarzaniu enzymów proteolitycznych.

### Zarażenie śródmaciczne
Inaczej mówiąc jest to zarażenie przez łożysko (w przypadku ssaków). Najczęściej wymienianym przykładem tej drogi zarażenia jest inwazja pierwotniaków Toxoplasma gondii.

### Kontakt bezpośredni
Najczęstsza droga szerzenia ektopasożytów. Polega na biernym przenoszeniu się pasożytów z osobnika zarażonego na kolejnego żywiciela.

#### Droga płciowa
Jeden z rodzajów zarażenia na drodze bezpośredniej. Może dochodzić do zarażenia podczas kopulacji z osobnika chorego lub nosiciela na osobnika zdrowego. Do tej drogi zalicza się również zakażenia na drodze sztucznej inseminacji zwierząt (podczas wprowadzenia nieprzebadanego i zarażonego nasienia).

## Diagnostyka
Diagnostyka chorób pasożytniczych oparta jest głównie na poszukiwaniu obecności form inwazyjnych (jaj lub larw) lub postaci dorosłych w wydzielinach i wydalinach diagnozowanego.
Szerokie zastosowanie mają tutaj badania mikroskopowe: preparaty niebarwione (natywne) lub preparaty barwione różnymi metodami. Ponadto stosuje się metody serologiczne (OWD, immunofluorescencja bezpośrednia lub test ELISA), a także metody molekularne (PCR).

## Choroby pasożytnicze ludzi i zwierząt (zoonotyczne)
Wiele z wymienionych poniżej chorób dotyka zwierząt jako żywicieli pośrednich i powodujące je czynniki etiologiczne mogą występować u zwierząt jedynie w postaci larwalnej, niemniej jednak inwazje takie dają objawy chorobowe, w związku z tym można uznać, że zwierzęta również chorują na wymienioną jednostkę chorobową. Przykłady:
- toksoplazmoza
- włośnica
- sarkocystoza
- fascjoloza
- dikrocelioza
- cysticerkoza (wągrzyca)
- bąblowica
- toksokaroza
- świerzb
- inwazje kleszczy
- wszołowica
- wszawica
- leiszmanioza
- alarioza
- tasiemczyce
- malaria
- babeszjoza
- strongyloidoza
- nużyca.
- giardioza

## Choroby pasożytnicze dotykające tylko ludzi
Przykładem takiej choroby jest owsica.

## Choroby pasożytnicze dotykające tylko zwierzęta
Przykłady:
- neosporoza
- ezofagostomoza
- trichostrongylidoza
- gzawica
- kokcydioza
- zaraza stadnicza
- dirofilarioza
- kapilarioza
- cheyletieloza
- encefalitozoonoza
- heksamitoza

## Pojęcia związane z inwazjami pasożytniczymi
Superinwazja – ponowne zarażenie żywiciela, u którego obecnie bytują pasożyty tego samego gatunku (obecne z poprzedniej inwazji)
Reinwazja – powtórne zarażenie żywiciela pasożytami tego samego gatunku, po uprzednim wyleczeniu się żywiciela z poprzedniej inwazji
Choroby wektorowe – choroby zakaźne i pasożytnicze przenoszone przez stawonogi (głównie komary i kleszcze), gdzie stawonogi są tylko „przenośnikiem” (wektorem) choroby ze zwierzęcia/człowieka na inne zwierzę lub innego człowieka.